# Стецковский сельский совет (Сумский район)
Стецковский сельский совет (укр. Стецьківська сільська рада) — входит в состав
Сумского района
Сумской области
Украины.
Административный центр сельского совета находится в 
с. Стецковка.

## Населённые пункты совета
- с. Стецковка
- с. Кардашовка
- с. Радьковка
- с. Рыбцы
- с. Шевченково